# Correia (São Tomé)
Correia ist ein Vorort der Hauptstadt São Tomé auf der Insel São Tomé im Inselstaat São Tomé und Príncipe. 2012 wurden 575 Einwohner gezählt.

## Geographie
Der Ort liegt im Westen der Stadt auf einer der Anhöhen oberhalb von Boa Morte.